# Nisha Ayub

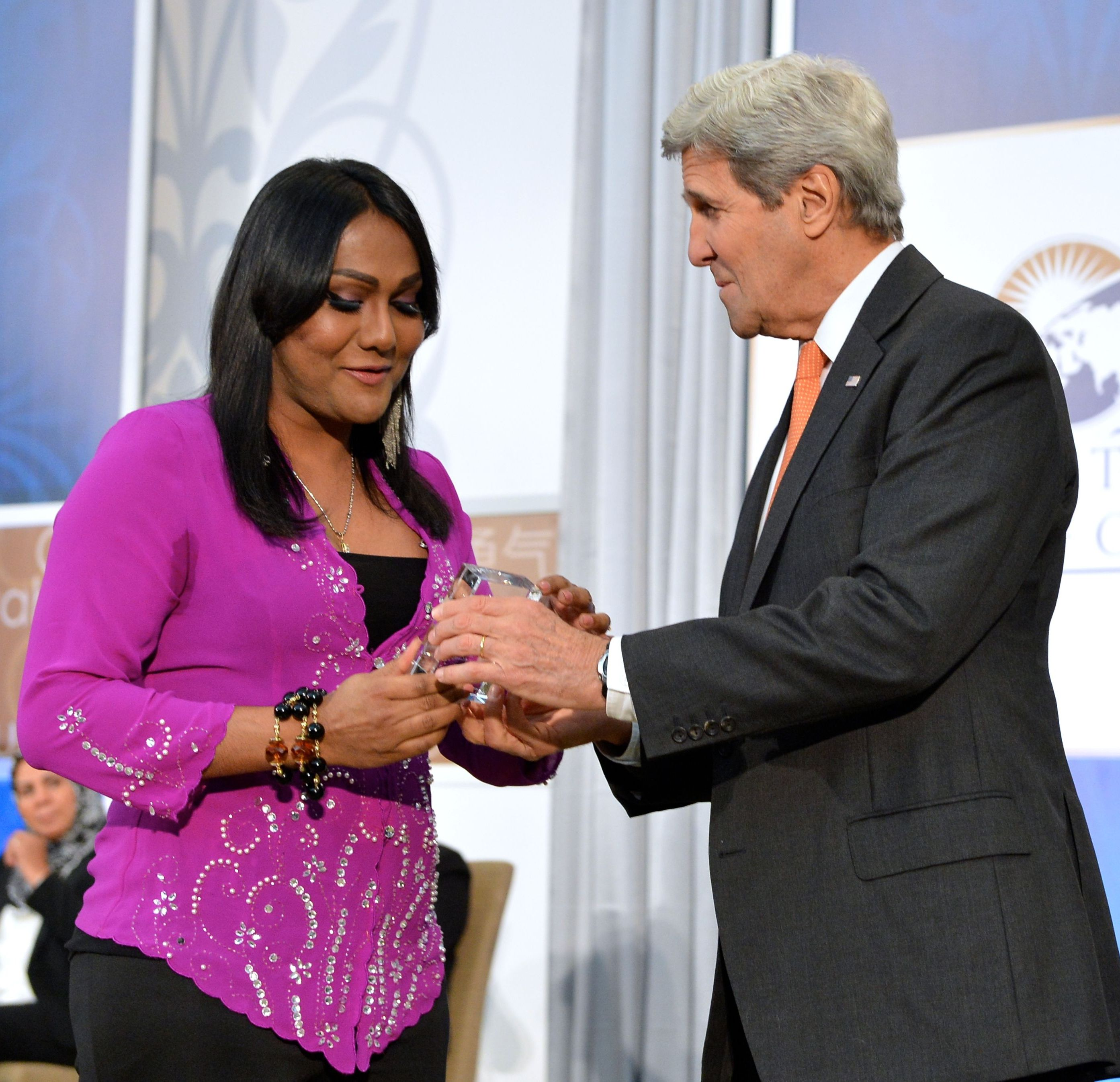
Nisha Ayub mit John Kerry (2016)

Nisha Ayub (* 5. April 1979 in Malakka, Malaysia) ist eine malaysische Transgender-Aktivistin. Für ihren Einsatz für Transgenderrechte in ihrem Heimatland und als Mitbegründerin von zwei Nichtregierungsorganisationen (NGO) wurde sie 2016 mit dem „International Women of Courage Award“ (IWOC) des Außenministeriums der Vereinigten Staaten ausgezeichnet. Die BBC hat sie in die 100-Women-Liste des Jahres 2019 aufgenommen.

## Leben und Engagement
Nisha Ayub ist Transgender-Muslimin, die in einem Land mit muslimischer Mehrheit lebt. Im Alter von 21 Jahren wurde sie verhaftet, weil sie sich als Frau gekleidet hatte. Sie verbrachte drei Monate in einem Männergefängnis, wo sie sexuell missbraucht wurde.
Trotz anhaltender Bedrohungen kämpft Nisha beharrlich für die Rechte von LGBTI-Personen in ihrem Heimatland. Sie ist Mitbegründerin der NGOs SEED Foundation, die Transgender-Personen, sozial Ausgegrenzte und marginalisierte Gemeinschaften unterstützt, Zugang zu sicheren Räumen gewährt und Ressourcen bereitstellt, um die Lebensqualität zu verbessern sowie Justice for Sisters (deutsch Gerechtigkeit für Schwestern), die Transgender-Personen Rechtshilfe leistet und versucht, die Verfolgung von LGBTI-Personen zu beenden.
Im Jahr 2015 begann sie eine Kampagne zur Imageförderung von Transgender-Personen und leitete Workshops zu sexueller Orientierung und Hassverbrechen für Teilnehmer aus der Regierung, von Unternehmen und aus der Zivilgesellschaft. Nach ihrem Besuch in den USA gründete Nisha 2016 mit Spendengeldern das erste Unterstützungsheim in Malaysia für Personen, die sich als Transgender identifizieren.

## Auszeichnungen
Ayub erhielt mehrere Auszeichnungen für ihren Aktivismus, darunter 2015 den Alison Des Forges Award von Human Rights Watch für Eintreten gegen diskriminierende Gesetze in Malaysia.
Im Jahr 2016 erhielt Nisha Ayub als erste Transgenderfrau den „International Women of Courage Award“. Unter den vierzehn ausgezeichneten Frauen des Jahres waren auch Schanna Nemzowa aus Russland, Zuzana Števulová als erste slowakische Frau und die Anwältin Ni Yulan, die sich in China für Bürgerrechte einsetzt. Der Preis wurde von John Kerry verliehen.

## Sonstiges
Als Nisha im April 2016 San Diego besuchte, proklamierte die Stadt am 5. April den „Nisha Ayub Day“. Bürgermeister Kevin L. Faulconer gab bekannt: „Nisha Ayub setzt ihren Kampf fort, für die Gleichheit und den Schutz aller Menschen in ihrem Land und über seine Grenzen hinaus.“
Im Dezember 2018 wurde eine neu entdeckte Spezies der Schlundsackschnecken (Familie Limapontiidae) nach Nisha Sacoproteus nishae benannt. Diese Schnecke habe eine perfekte Art der Tarnung entwickelt, um die Farbe von Grünalgen (Caulerpa chemnitzia) anzunehmen.